# Glenea venus
Glenea venus es una especie de escarabajo del género Glenea, familia Cerambycidae. Fue descrita científicamente por Thomson en 1865.
Habita en Indonesia. Esta especie mide 16-30 mm.

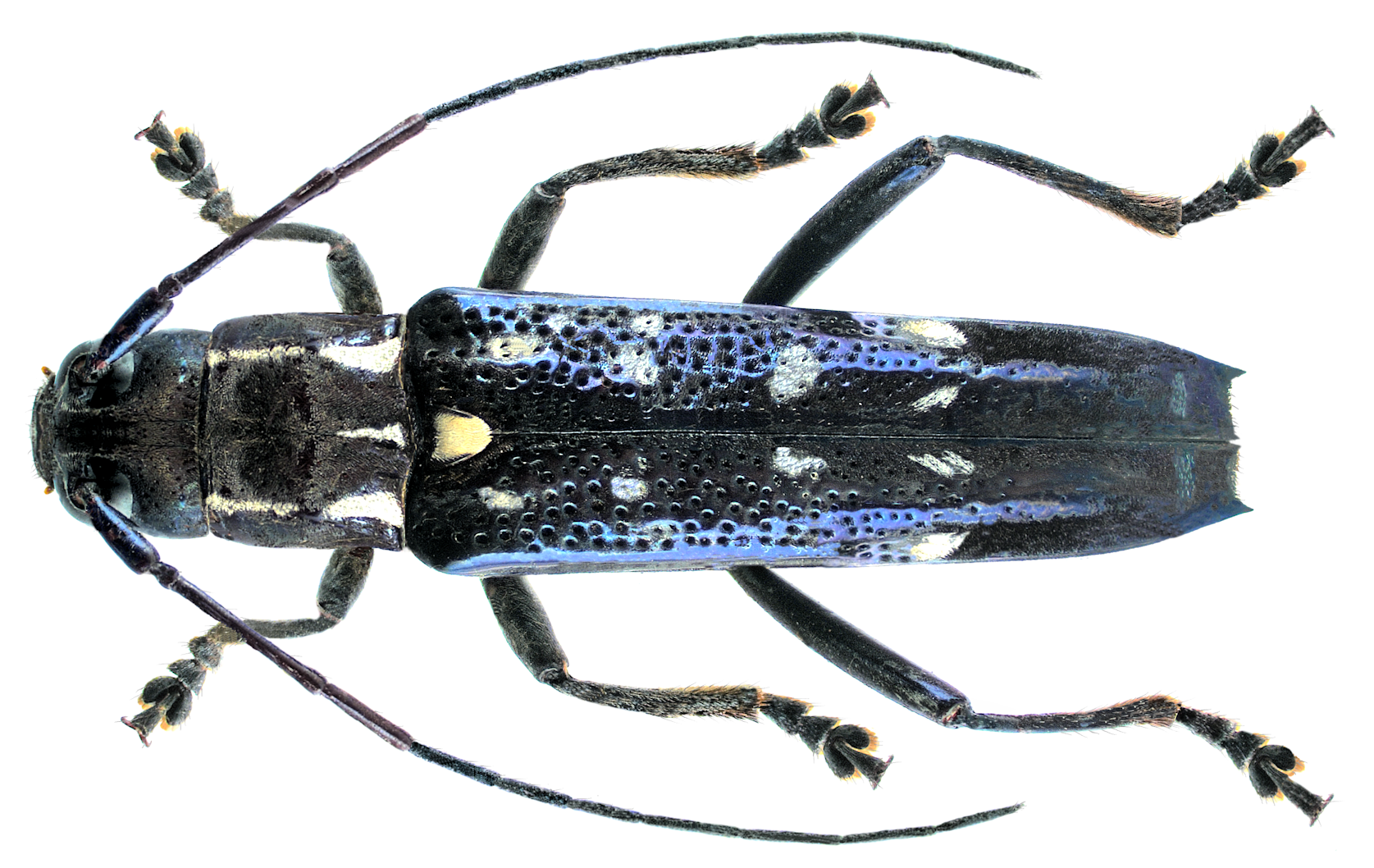
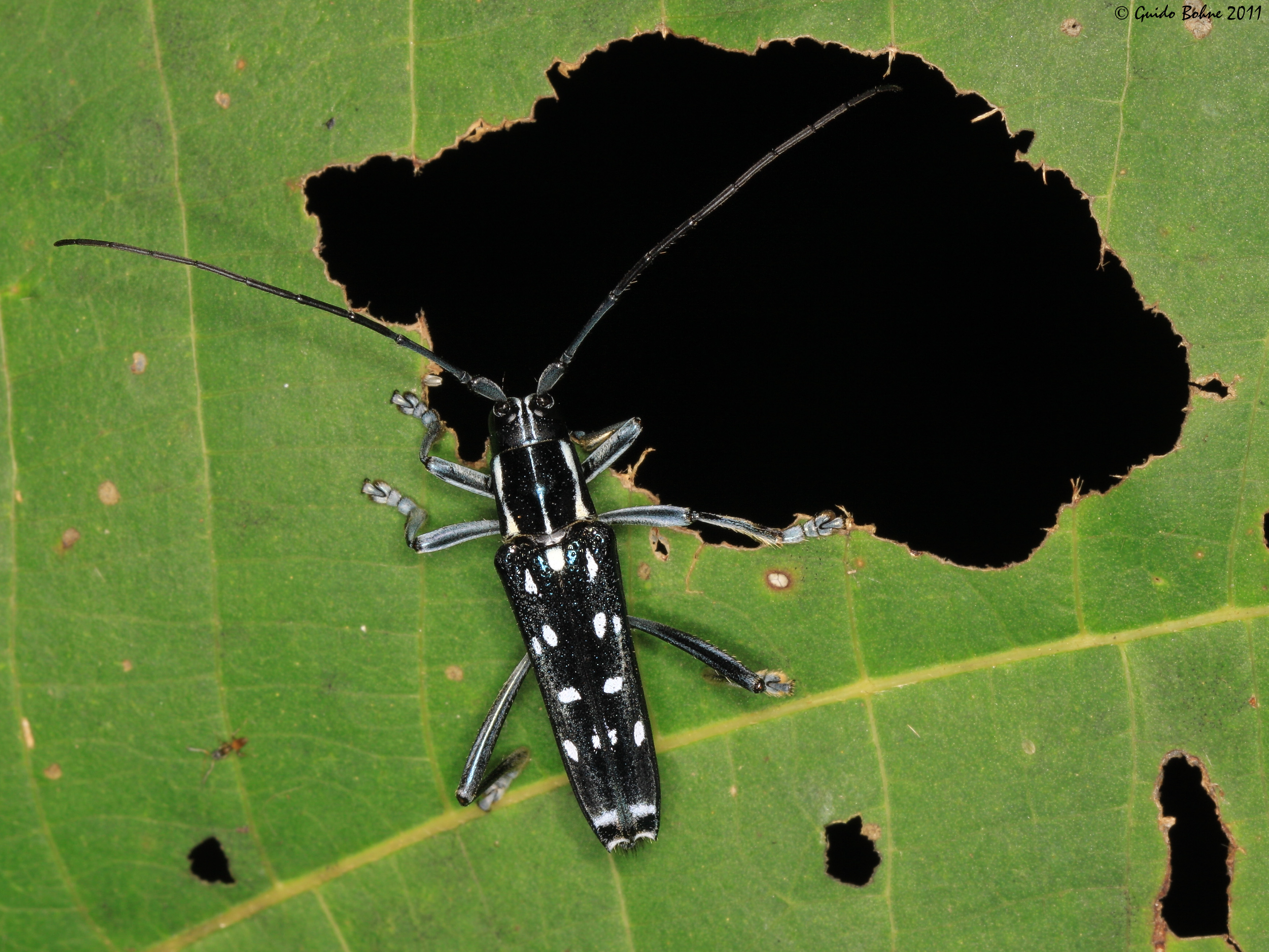
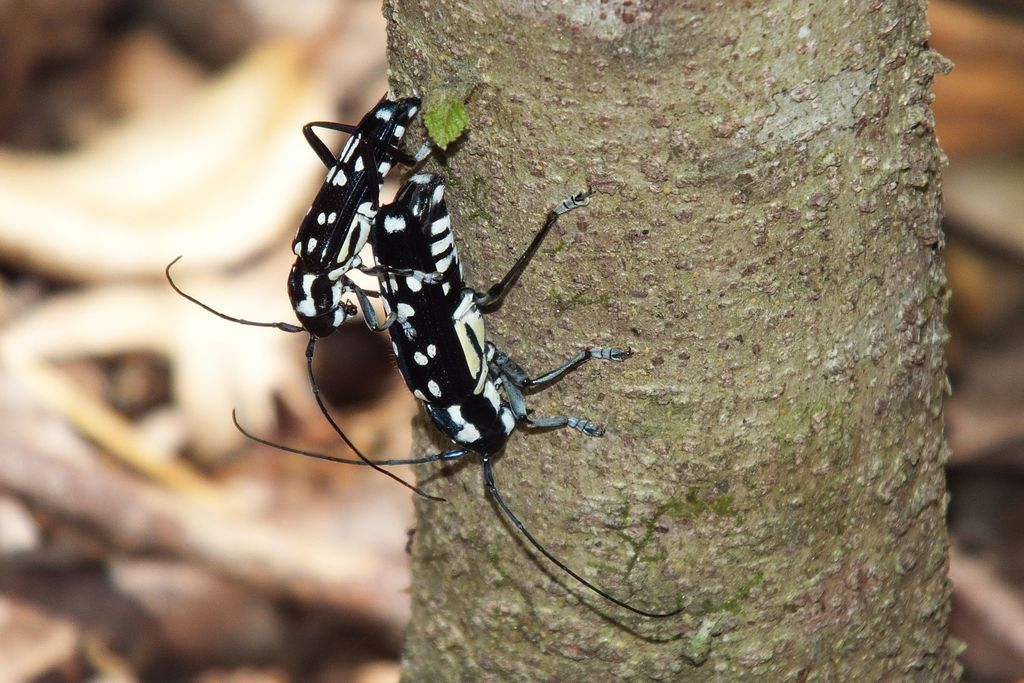